# Domani torno a casa
Domani torno a casa è un film documentario del 2008 diretto da Paolo Santolini e Fabrizio Lazzaretti, presentato al Festival del cinema di Venezia del 2008.

## Trama
Il film documenta l'attività umanitaria di Emergency in luoghi devastati dalla guerra e dalla povertà come Afghanistan e Sudan, attraverso le storie di due giovani pazienti.
Murtaza è un bambino afgano di 7 anni ricoverato presso il centro chirurgico di Kabul dopo essere stato ferito da una mina antiuomo. Yagoub è un ragazzo sudanese di 15 anni ricoverato al centro cardiologico di Khartoum.

## Produzione
Nel documentario si parlano varie lingue: italiano, inglese, arabo, dari e lingue locali, ed è fruibile grazie ai sottotitoli. È stato acquistato dalla BBC ed è visibile in proiezioni organizzate da Emergency.